# The Orange Room EP
The Orange Room EP è il primo EP del cantautore britannico Ed Sheeran, pubblicato nel marzo 2005 dalla Sheeran Lock.

## Descrizione
Registrato in due giorni presso il Summerhill School di Leiston (nella contea del Suffolk), l'EP contiene cinque brani scritti da Sheeran tra il 2002 e il 2004, tra cui Typical Average, primo brano composto dall'artista.

## Tracce
Testi e musiche di Ed Sheeran.
1. Moody Ballad of Ed – 3:30
2. Misery – 4:00
3. Typical Average – 3:05
4. Addicted – 3:29
5. I Love You – 2:59

## Formazione
- Ed Sheeran – voce, chitarra acustica, chitarra elettrica, basso, batteria
- Megumi Miyoshi, Hanako Asano – cori